# Флисс, Вильгельм
Вильге́льм Флисс (нем. Wilhelm Fliess; 24 октября 1858, Арнсвальде — 13 октября 1928, Берлин) — немецкий врач-отоларинголог и психоаналитик. Друг и корреспондент Зигмунда Фрейда. 
Изучал и исследовал проблемы женской сексуальности. Разработал теорию периодичности жизненных действий людей. Ввёл в оборот понятия бисексуальность, сублимация и сексуальный латентный период, которые были использованы З. Фрейдом при развитии психоанализа. Задолго до публикации книги О. Вейнингера «Пол и характер» подробно и систематически развивал идею и теорию бисексуальности.

## Биография
Вильгельм Флис  родился 24 октября 1858 года в Арнсвальде  в ортодоксальной  семье евреев–сефардов. Отец В. Флисса занимался зерновым бизнесом и покончил с собой, когда Вильгельму было девятнадцать лет. 
В. Флисс изучал медицину в Берлинском университете, после окончания которого в 1883 году работал сначала врачом общей практики, а затем врачом–отоларингологом. Слушал лекции З. Фрейда по невропатологии в Вене. В 1887 году Флисс и Фрейд познакомились лично, что положило начало их длительной дружбе и обширной переписке. 
В начале века произошёл разрыв между Фрейдом и Флиссом. В. Флисс издает памфлет «Pour ma propre cause», в котором обвинил З. Фрейда в плагиате, а также в разглашении своей теории молодым авторам – О. Вейнингеру и Г. Свободе, которые описали в своих трудах половину идей Флисса. З. Фрейд отверг обвинения и в ответ назвал Флисса параноиком. Письма Фрейда Флиссу в 1937 году были приобретены М. Бонапарт и впоследствии - сперва частично, а затем полностью - опубликованы. 
После разрыва с Фрейдом В. Флисс продолжал заниматься частной медицинской практикой. 
В. Флисс был женат на пациентке И. Брейера, Иде Бонди. В браке родилось четверо детей – Роберт, который впоследствии стал известным психоаналитиком, Полин, Конрад, и мертворожденная дочь в 1902 году.
13 октября 1928 года Вильгельм Флисс умер от рака кишечника.

## Научная деятельность
В 1890 году В. Флисс занялся исследованием биоритмов. Исследовав циклы многих своих пациентов, В. Флисс начал собирать статистику о периодичности температуры, детских болезней и восприимчивости к болезням. В. Флисс полагал, что благодаря числовым соотношениям можно определить период выздоровления после болезни и заранее установить год смерти. С помощью этих статистических данных, В. Флисс считал, что обнаружил основные периоды в жизни человека. Впоследствии В. Флисс разработал две основные теории биоритмов. Согласно первой теории, природа наделяет человека внутренними часами, которые начинают отсчёт времени с момента рождения и продолжают работать на протяжении всей жизни. Согласно второй теории, одни из этих часов регулируют физический цикл человека, состоящий из 23 дней, другие – эмоциональный цикл, состоящий из 28 дней.
Активно изучал и исследовал проблемы женской сексуальности, в особенности связи между менструацией и органами обоняния, гениталиями и слизистой оболочкой носа. В 1897 году сообщил об открытии синдрома, названного  им назальный рефлекторный невроз.
Ввёл в оборот понятия бисексуальность, сублимация и сексуальный латентный период, которые были использованы З. Фрейдом при развитии психоанализа.
Задолго до публикации книги О. Вейнингера «Пол и характер» подробно и систематически развивал идею и теорию бисексуальности. Посвятил этой проблеме большую работу (1906), в которой провозглашал бисексуальность властительницей над всем живущим.

## Основные труды
- Fliess W. Von den Gesetzen des Lebens. — Frankfurt am Main: «Campus Verlag», «Edition Qumran», 1985.
- Fliess W. Die Beziehungen zwischen Nase und weiblichen Geschlechtsorganen (In ihrer biologischen Bedeutung dargestellt) (Взаимосвязь между носом и женскими половыми органами, установленная на основе их биологических функций). — Саарбрюккен: «VDM Publishing», 2007.